# Cratere Roddy
Roddy  è un cratere sulla superficie di Marte.